# Nucșoara (okręg Hunedoara)
Nucșoara – wieś w Rumunii, w okręgu Hunedoara, w gminie Sălașu de Sus. W 2011 roku liczyła 284 mieszkańców.